# Еденкобен
Еденкобен (нім. Edenkoben) — місто в Німеччині, розташоване в землі Рейнланд-Пфальц. Входить до складу району Південний Вайнштрассе. Центр об'єднання громад Еденкобен.
Площа — 17,90 км2. Населення становить 6698 ос. (станом на 31 грудня 2020).

## Галерея

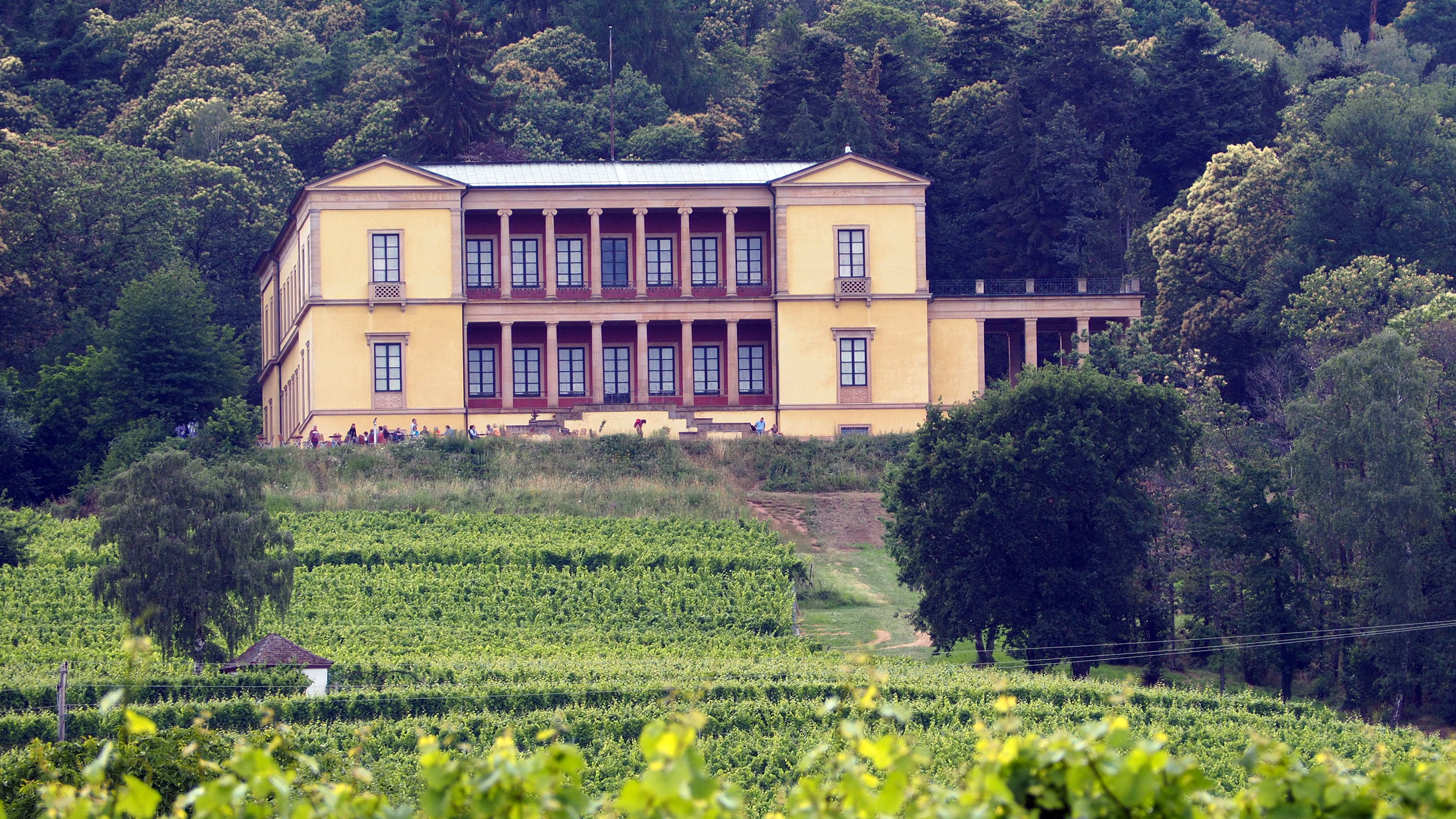
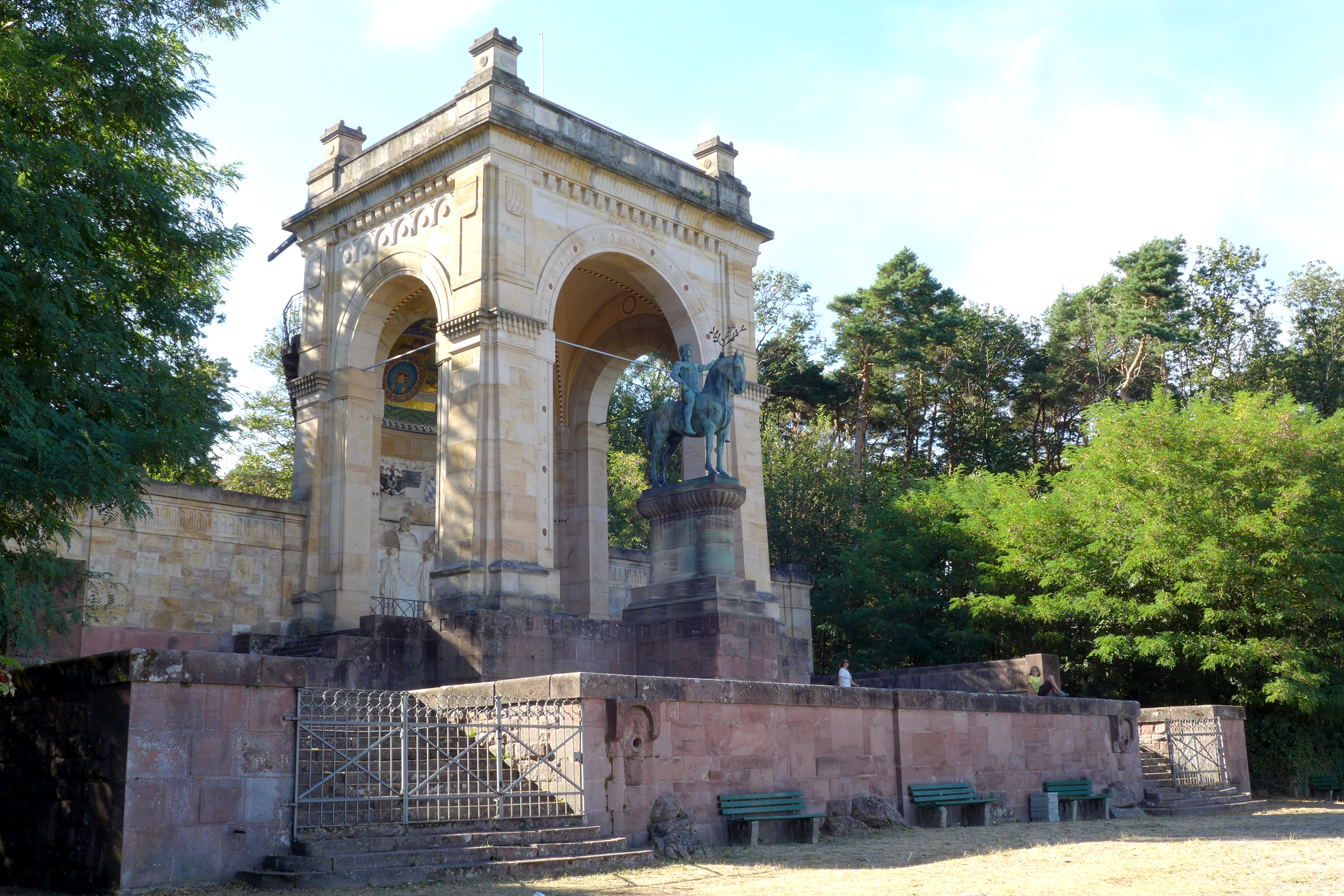
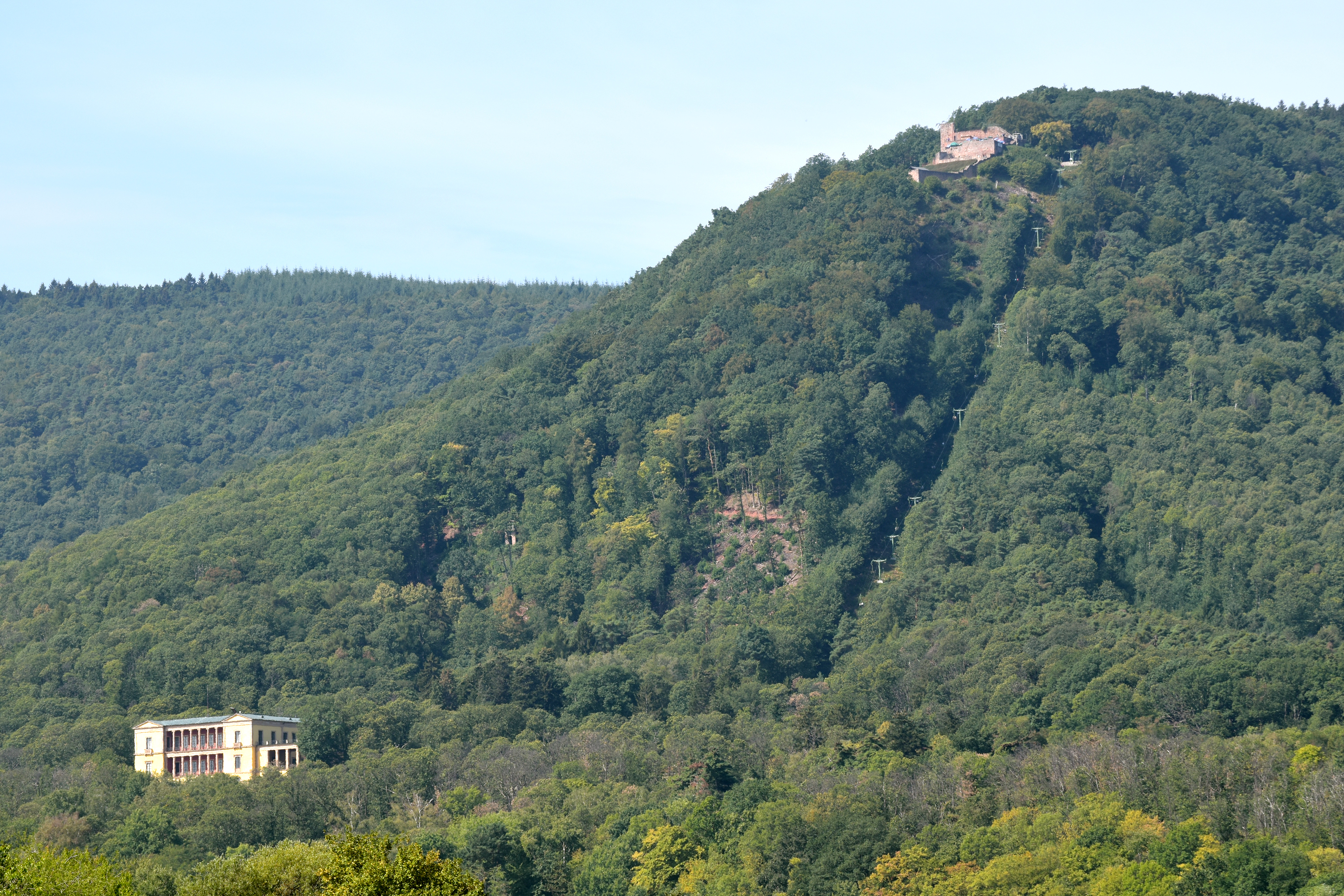
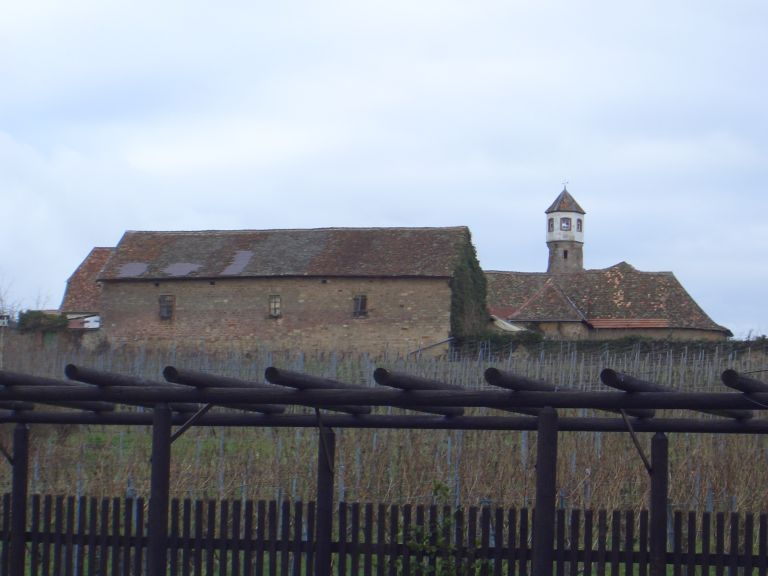